# Ragnar Östberg

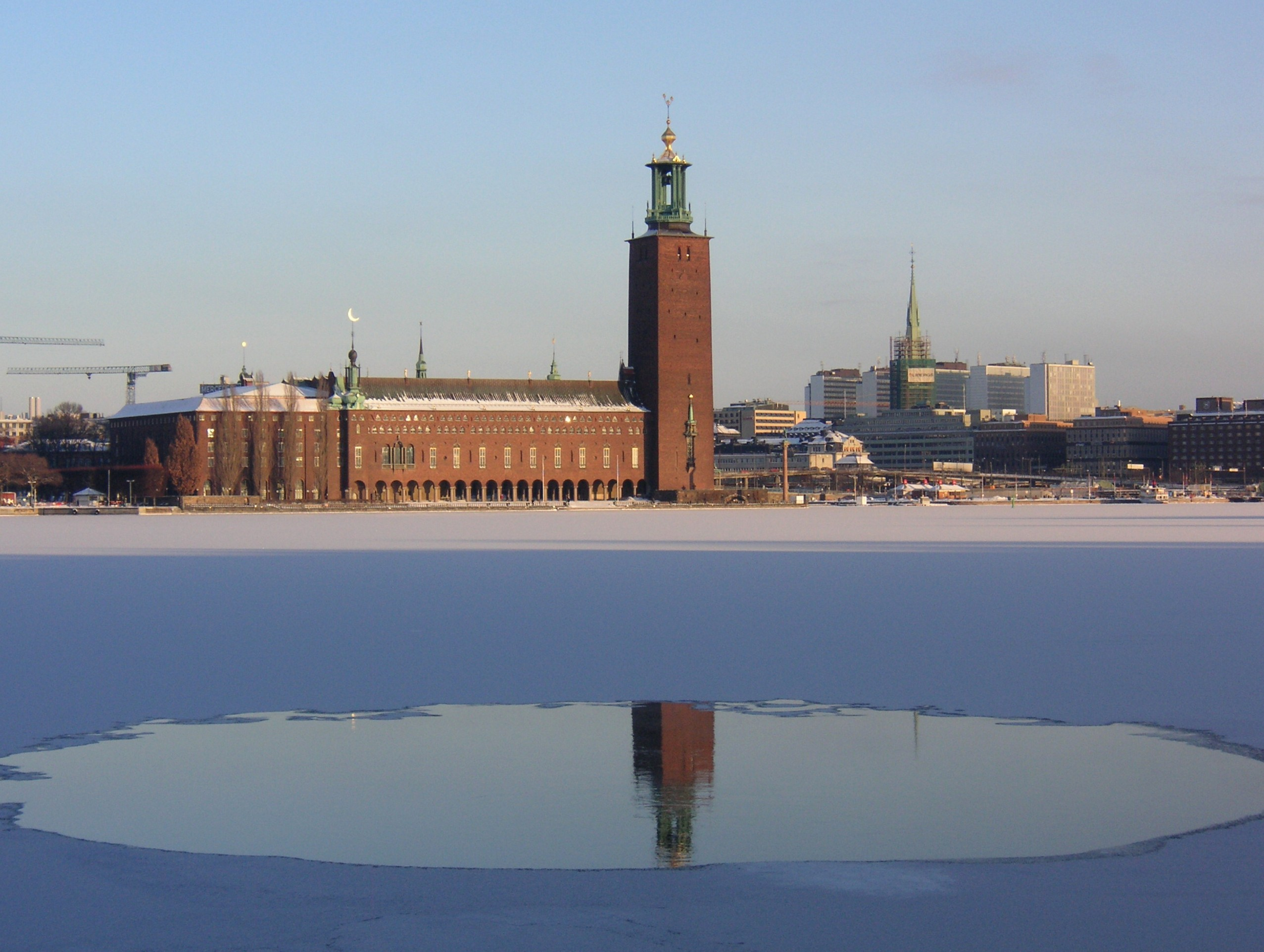
L'hôtel de ville de Stockholm, vu depuis le Mälaren en décembre 2005.

Ragnar Östberg, né le 14 juillet 1866 à Stockholm et mort le 5 février 1945 à Stockholm, fut un architecte suédois qui est surtout célèbre pour la construction de l'hôtel de ville de Stockholm. C'est aussi la figure la plus représentative du mouvement romantique national en Suède.

## Biographie
Ragnar Östberg est né dans une famille de fonctionnaires. Après avoir étudié à l'Institut royal de technologie entre 1885 et 1889 et à l'Académie des Arts entre 1888 et 1891 où il fit un voyage d'étude à travers les États-Unis. Suivront d'autres voyages d'étude en France, en Italie, en Grèce, en Espagne et au Royaume-Uni entre 1896 et 1899.
Il commença sa carrière en tant qu'architecte de villas à Stockholm et en Uppland, dans lesquelles il lia l'artisanat suédois et la tradition de la construction en bois, avec les formes classiques. Les villas Pauli à Djursholm et Ekarne sur Djurgården (1905 toutes deux), la villa Geber (sv) à Stockholm (1911-1913) et Elfviksudde sur l'île de Lidingö (1911) illustrent bien cette synthèse.
L'œuvre majeure d'Östberg reste l'hôtel de ville de Stockholm (Stockholms stadhus), construit entre 1911 et 1923, qui est réputé être un éminent exemple du style romantique national suédois. Cet ouvrage lui vaut en 1926 la grande médaille d'or de l'Institut royal des architectes d'Angleterre.
Les dernière finitions de l'hôtel de ville achevées, il s'accorda une pause. Les œuvres plus tardives de Ragnar Östberg, comme le Musée de la Marine (Sjöhistoriska museet) à Stockholm (1933-1936) ou le musée Zorn à Mora (1938-1939) sont à peine influencées par le fonctionnalisme des années 1930 mais plutôt marquées par la quête d'un ordre classique et un intérêt pour l'artisanat.

## Œuvres
- Nedre Manilla, Djurgården, Stockholm
- Villa Ekarne, Djurgården, Stockholm (1905)
- Villa Pauli, Djursholm (1905)
- Scharinska villan, Umeå (1905)
- Aschanska villan, Umeå (1906)
- Teaterhuset, Umeå (1906-1907)
- Villa Yngve Larsson, Djursholm (1907)
- Östermalms läroverk, Stockholm (1906-1910)
- Patent- och registeringsverket, Stockholm (1911-1921)
- Villa Geber (sv), Stockholm (1911-1913)
- Hôtel de ville de Stockholm (1923)
- Crématorium, Helsingborg (1929)
- Riksbron (pont), Stockholm (1926-1930)
- Nation Värmlands (université), Uppsala (1930)
- École Stagnelius, Kalmar (1931-32)
- Musée de la Marine, Stockholm (1933-1936)
- Musée Zorn, Mora (1938-1939)